# Vladimir Bigorra
Vladimir David Bigorra (9 augustus 1954) is een voormalig profvoetballer uit Chili, die vooral speelde als linkervleugelverdediger. Na zijn actieve loopbaan stapte hij het trainersvak in.

## Clubcarrière
Bigorra won tweemaal de nationale beker gedurende zijn carrière.

## Interlandcarrière
Bigorra speelde 21 officiële interlands voor Chili in de periode 1974-1987, en scoorde één keer voor de nationale ploeg. Hij maakte zijn debuut in de vriendschappelijke uitwedstrijd tegen Haïti (0-0) op 26 april 1974. Bigorra nam met Chili deel aan het WK voetbal 1982 in Spanje, waar hij in alle (drie) groepswedstrijden in actie kwam. Daar beleefde La Roja een roemloze aftocht na drie nederlagen op rij; achtereenvolgens Oostenrijk (0-1), West-Duitsland (1-4) en Algerije (2-3) waren te sterk voor de ploeg van bondscoach Luis Santibáñez.

## Erelijst
Universidad de Chile
- Copa Chile

1979
 Cobresal
- Copa Chile

1987